# Hugo Norberto Castillo
Hugo Norberto Castillo (7 de marzo de 1971, Capioví, Misiones, Argentina) es un exfutbolista argentino, se desempeñó como delantero y debutó en el Club Deportivo Español, posteriormente tuvo una destacada actividad en México.

## Jugador
Hugo Castillo debutó en su provincia natal para el club Guaraní Antonio Franco de Posadas, club que participaba del Torneo Argentino A y la liga Local. En 1993, un utilero del Club Deportivo Español lo descubrió a él y a su hermano Sergio Castillo  y ambos son comprados por el insólito precio de 1000 pesos (mil dólares).
En el Club Deportivo Español se destacaría durante 3 años, en los que jugó 81 partidos y convirtió 21 goles (el cuarto goleador histórico de esta institución en Primera "A"). Incluso su nivel lo llevó a ser convocado en dos ocasiones a la Selección Nacional Argentina.
En 1996, fue vendido en 1.000.000 $/US$ al Monterrey de México -recordar que por su pase solo pagaron 500 $/US$-. Allí disputó la temporada Invierno 96 a Invierno 97.
En 1998 sería comprado por el Club Atlas de Guadalajara donde juega hasta 2001. Con este club fue subcampeón de la temporada de Verano 1999 y esto le permite jugar la Copa Libertadores de América.
En 2002, es contratado por el Club América de México donde se consagra campeón de la temporada de Verano 2002, donde anotó el gol que le dio el título a las Águilas y vuelve a jugar la Copa Libertadores.
En 2004, pasa al Club Santos Laguna donde permanece hasta el 2006 cuando tras diez años de jugar en México, vuelve para retirarse en 2007 en Guaraní Antonio Franco, el club que lo vio nacer
Mientras se encontraba en el Club Santos Laguna realizó los estudios para convertirse en director técnico.
Luego de retirarse en 2007, En 2009 Realiza un trabajo como ayudante de técnico de Jorge Francisco Almiron en el club Dorados de Sinaloa, México. Posteriormente, Toma a Guaraní Antonio Franco como director técnico, por primera vez, en el año 2009-2010 donde se clasifica entre los cinco primero para ascender, pero sin poder llegar al ascenso.
En 2012 crea la FUNDACIÓN CASTILLO orientada al desarrollo integral de los niños de Misiones (lugar de su origen). Esta fundación continua funcionando en cinco distintas localidades de la Provincia (Capiovi, San Ignacio, Puerto Iguazú, Puerto Leoni, Concepción de la Sierra, Puerto Esperanza) como escuelas de fútbol. 
En marzo de 2014 vuelve a México, donde comienza a Trabajar en el Club Atlas como Director Técnico de las categoría sub-20.

## Entrenador
En noviembre de 2015 comienza su trabajo en el Club Atlas como Director Técnico en la primera división.

## Selección nacional
Ha sido internacional con la Selección de fútbol de Argentina en 2 ocasiones.

## Clubes

### Como jugador
| Club                   | País      | Año       |
| ---------------------- | --------- | --------- |
| Guaraní Antonio Franco | Argentina | 1990-1993 |
| Deportivo Español      | Argentina | 1993-1996 |
| Monterrey              | México    | 1996-1997 |
| Atlas                  | México    | 1998-2001 |
| América                | México    | 2002-2004 |
| Santos Laguna          | México    | 2004-2006 |
| Guaraní Antonio Franco | Argentina | 2006-2007 |

### Como entrenador
| Club                   | País      | Año       |
| ---------------------- | --------- | --------- |
| Guaraní Antonio Franco | Argentina | 2009-2010 |
| Atlas                  | México    | 2015      |
| Monterrey (interino)   | México    | 2022      |
| Tritones Vallarta      | México    | 2022-2023 |
| Atlético La Paz        | México    | 2025-     |

## Palmarés

### Campeonatos nacionales
| Título           | Club    | País   | Año  |
| ---------------- | ------- | ------ | ---- |
| Primera División | América | México | 2002 |